# Distretto di Marondera
Il distretto di Marondera è uno dei 9 distretti che compongono la Provincia del Mashonaland Orientale, in Zimbabwe. Ha una popolazione di 202377 abitanti e una superficie di 3472 Km². Il suo capoluogo è Marondera che è anche capoluogo di provincia.

## Demografia
| Censimento (Anno) | Popolazione     |
| ----------------- | --------------- |
| 2002              | 154.677         |
| 2012              | 178.983 (+1,5%) |
| 2022              | 202.377 (+1,6%) |